# Louisfert
Louisfert (bretonsko Lufer) je naselje in občina v francoskem departmaju Loire-Atlantique regije Loire. Leta 2013 je naselje imelo 949 prebivalcev.

## Geografija
Kraj leži v pokrajini Bretaniji 51 km severovzhodno od Nantesa.

## Uprava
Občina Louisfert skupaj s sosednjimi občinami La Chapelle-Glain, Châteaubriant, Erbray, Fercé, Grand-Auverné, Issé, Juigné-des-Moutiers, La Meilleraye-de-Bretagne, Moisdon-la-Rivière, Noyal-sur-Brutz, Petit-Auverné, Rougé, Ruffigné, Saint-Aubin-des-Châteaux, Saint-Julien-de-Vouvantes, Soudan, Soulvache  in Villepot sestavlja kanton Châteaubriant; slednji se nahaja v okrožju Châteaubriant.

## Zanimivosti
- grad Château de Caratel iz 15. do 17. stoletja, francoski zgodovinski spomenik od leta 1985
- cerkev sv. Petra v verigah iz 17. stoletja, obnovljena v letih 1913-1917,
- megalitska kalvarija, nastala iz ostankov nekdanjih menhirjev iz okolice Louisferta v drugi polovici 19. stoletja.